# هوفمان-لا روش
هوفمان-لا روش (بالإنجليزية: Hoffmann–La Roche) هي شركة رعاية طبية عالمية سويسرية وتباشر أعمالها عالميا من خلال قطاعين رئيسيين هما الصناعات الدوائية وروش التشخيصية. وتعتبر روش شركة قابضة وتتداول أسهمها في بورصة سويسرا.
ويقع مقرها الرئيسي في مدينة بازل ولها مواقع رئيسية حول العالم في بالو ألتو، وبليسانتون، ومانهايم، وميسيساغا، وشانغهاي وغيرها من المدن الأوروبية والأمريكية.

## المنتجات
من أشهر الأدوية التي تنتجها شركة روش أورليستات، فاليوم، يسوتريتينوين وتاميفلو بالإضافة إلى أجهزة مراقبة الجلوكوز في الدم.

## التاريخ
تأسست الشركة في عام 1896 من قبل فريتز هوفمان لا روش، وكانت الشركة معروفة في وقت مبكر لإنتاج مستحضرات الفيتامينات المختلفة والمشتقات. في عام 1934، أصبحت أول شركة لإنتاج فيتامين سي الاصطناعية على نطاق واسع، تحت اسم العلامة التجارية ريدوكسون. في عام 1957 قدم فئة من المهدئات المعروفة باسم البنزوديازيبينات (مع الفاليوم والروهيبنول كونها أفضل الأعضاء المعروفين). وهي تصنع وتبيع العديد من أدوية السرطان وهي رائدة في هذا المجال. في عام 1956، تم إنشاء أول مضاد للاكتئاب، إيبرونيازيد بطريق الخطأ خلال تجربة أثناء توليف الايزونيازد. وكان الغرض منه في الأصل هو إيجاد دواء أكثر كفاءة في مكافحة السل. غير أن الإي رونيوازيد كشف عن أن له فوائده الخاصة؛ فقد كان من بين الفوائد التي حققتها في هذا العام أن هذه الفوائد قد تكون ذات فائدة. بعض الناس شعروا أنه جعلهم يشعرون بالسعادة. وقد سحبت من السوق في أوائل الستينات بسبب الآثار الجانبية السامة.
وفي عام 1976، تسبب حادث في مصنع للمواد الكيميائية في سيفيزو، إيطاليا، تملكه شركة تابعة لشركة روش، في تلوث كبير بالديوكسيين؛ انظر كارثة سيفيزو. وفي عام 1982، استحوذ ذراع الولايات المتحدة للشركة على مختبرات مرجعية طبية حيوية بمبلغ 163.5 مليون دولار أمريكي. تلك الشركة مؤرخة من أواخر الستينات، وكانت تقع في بيرلينغتون، كارولاينا الشمالية. في ذلك العام قامت هوفمان لا روش بدمجها مع جميع مختبراتها، وأدرجت الشركة المندمجة كمختبرات روش الطبية الحيوية، وشركة في بيرلينغتون. وبحلول أوائل التسعينات، أصبحت روش الطبية الحيوية واحدة من أكبر شبكات المختبرات السريرية في الولايات المتحدة، مع 20 مختبراً رئيسياً و600 مليون دولار أمريكي في المبيعات.
كما أنتجت روش العديد من اختبارات فيروس نقص المناعة البشرية والعقاقير المضادة للفيروسات العكوسة. اشترى براءات الاختراع لتفاعل البوليميراز سلسلة (PCR) تقنية في عام 1992. في عام 1995، بدأ عصر العلاج المضاد للفيروسات الرجعية النشط للغاية (HAART) بموافقة إدارة الأغذية والعقاقير في الولايات المتحدة على مثبطات البروتينية المضادة لفيروس نقص المناعة البشرية من هوفمان لاروش. في غضون 2 سنوات من موافقتها (و ريتونافير 4 أشهر في وقت لاحق) الوفيات السنوية من الإيدز في الولايات المتحدة انخفض من أكثر من 50,000 إلى ما يقرب من 18,000 في 28 أبريل 1995 هوفمان لا روش باعت روش مختبرات الطب الحيوي، وشركة للمختبرات الوطنية القابضة مختبرات الصحة (التي غيرت اسمها بعد ذلك إلى شركة مختبر أمريكا القابضة). استحوذت روش على شركة سينتكس في عام 1994 وشركة تشوغاي للمستحضرات الصيدلانية في عام 2002.
ويعتبر عقار اوسيلتاميفير الدواء المضاد للفيروسات الرئيسى المستخدم في مكافحة انفلونزا الطيور المعروف باسم انفلونزا الطيور. روش هي شركة الأدوية الوحيدة المخولة لتصنيع الدواء، الذي اكتشفته شركة جيلياد للعلوم. اشترت روش حقوق الدواء في عام 1996 وفي عام 2005 قامت بتسوية نزاع على الإتاوات، ووافقت على دفع إتاوات جيلياد متدرجة بنسبة 14-22٪ من صافي المبيعات السنوية دون تعديل المدفوعات لتكاليف التصنيع، كما كان مسموحًا به في اتفاقية الترخيص الأصلية.
في 22 يناير 2008 استحوذت روش على أنظمة فينتانا الطبية مقابل 3.4 مليار دولار. وفي 2 كانون الثاني/يناير 2009، استحوذت شركة «روش» على شركة «الذاكرة الصيدلانية». في 26 مارس 2009، استحوذت شركة روش على شركة جينينتك بمبلغ 46.8 مليار دولار.

## الببليوجرافيا
- Hans Conrad Peyer (1996) Roche - A Company History 1896-1996  Basel: Editiones Roche ISBN 3-907770-59-5

## وصلات خارجية
- الموقع الرسمي
- بينات الشركة المالية على الياهو!